# Gabriel Pierné
Henri Constant Gabriel Pierné (Metz, 16 augustus 1863 - Morlaix, 17 juli 1937) was een Franse componist, dirigent en organist.

## Levensloop

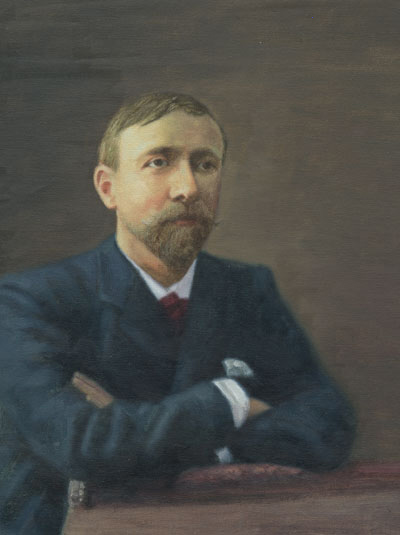
Portret van Gabriel Pierné, ca. 1900 (schilder onbekend)

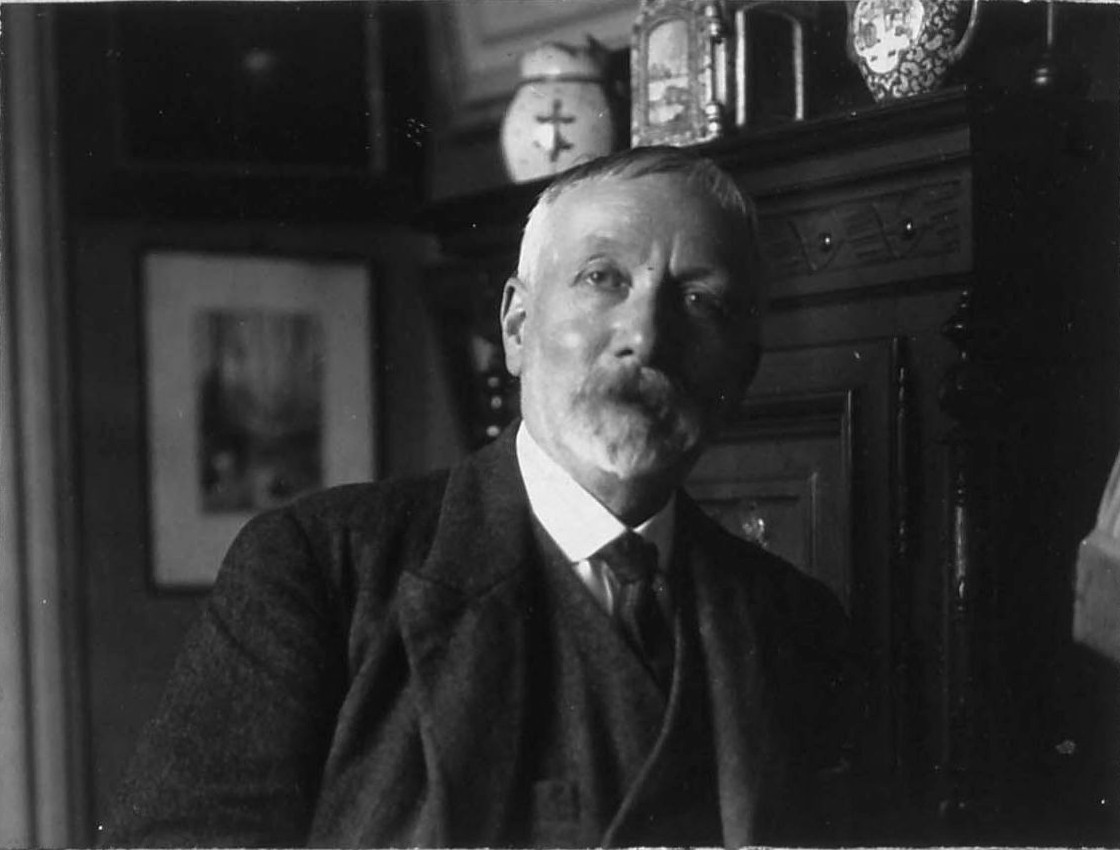
Pierné in 1925

De beide ouders van Pierné waren musici (de vader baritonzanger, de moeder pianiste). Zij hadden een muziekschool, dus Gabriel kreeg het (muziek)vak met de paplepel ingegoten. Het gezin was afkomstig uit Lotharingen en was naar Parijs uitgeweken voor de Frans-Duitse Oorlog in 1870-1871.
Al op jonge leeftijd ging Gabriel naar het Conservatoire de Paris. Hij studeerde bij Alexandre Lavignac, Antoine François Marmontel, Marie Auguste Durand, César Franck (voor orgel) en Jules Massenet (voor compositie). Vooral de beide laatsten hadden een blijvende, hoorbare invloed op zijn composities. Zijn hoofdvakken waren compositie, orgel, harmonieleer/contrapunt en piano. Bij sommige lessen zat hij bij Claude Debussy en Edward MacDowell in de klas.
Met zijn cantate Edith behaalde hij in 1882 zijn grootste triomf: de prestigieuze Prix de Rome. De prijs gaf hem de gelegenheid vier jaar in Rome te studeren in de Villa Medici op kosten van het comité. Hierdoor raakte hij verrukt van Italië en zijn muziek. In die periode componeerde hij onder meer zijn pianoconcert en een Fantasie-Ballet voor piano en orkest, waarin een virtuoze uitbundigheid de Italiaanse muziek en cultuur weergeeft. Volgens hemzelf was zijn verblijf in de Villa de gelukkigste periode van zijn leven.
Terug in Parijs volgde hij op 27-jarige leeftijd in 1890 César Franck op als organist-titularis van de Église Sainte-Clotilde. Hij bleef bespeler van het beroemde orgel van Aristide Cavaillé-Coll tot 1898, toen hij door Charles Tournemire werd opgevolgd. In 1903 werd hij vaste plaatsvervanger van de dirigent Édouard Colonne en na diens dood in 1910 was hij chef-dirigent van de Concerts Colonne, totdat Paul Paray die functie in 1934 overnam. In die hoedanigheid groeide zijn reputatie als dirigent en componist en voerde hij veel werk uit van zichzelf, maar ook propageerde hij toonaangevende collegae-componisten van wier werk hij premières verzorgde, onder wie Claude Debussy (Ibéria, Jeux en Khamma), Maurice Ravel (Daphnis et Chloé suite I), Albert Roussel (Pour une fête de printemps), Florent Schmitt (La tragédie de Salomé) en Darius Milhaud. Op 25 juni 1910 dirigeerde hij de wereldpremière van L'Oiseau de feu van Igor Stravinsky bij de Ballets Russes in de Opéra Garnier.
In 1930 trok hij zich terug uit het openbare leven. Hij overleed een maand voor zijn 74-jarige verjaardag in zijn buitenhuis ‘Ploujean’ bij Morlaix in Bretagne.

## Positie als componist
Hoewel hij een uitmuntend organist was en een markante figuur binnen de Parijse orgelschool, heeft Pierné verhoudingsgewijs bijzonder weinig voor orgel geschreven. Hij is wellicht bekender als componist van symfonisch werk, kamermuziek, mélodies en muziektheater, zoals opéra-comiques, drames lyriques en balletmuziek. Hij componeerde en arrangeerde ook voor harmonieorkest.
Als componist was Pierné een doelgerichte, vakkundige en wendbare figuur, die zijn stijl bekwaam kon aanpassen aan het doel waarvoor die nodig was. Hij was actief in zowel lichtere genres als in serieuze muziek. Van zijn muziek voor het theater zijn te noemen de opera La coupe enchantée naar Jean de La Fontaine, het mysteriespel Les enfants à Bethléem, de toneelmuziek voor Ramuntcho van Pierre Loti en de balletmuziek Cydalise et le chèvre-pied die af en toe wordt uitgevoerd. Zijn orkestmuziek omvat onder meer een pianoconcert, een concertstuk voor harp en orkest en het symfonisch gedicht Paysages franciscains. Piernés pianokwintet en pianotrio zijn diepgravende en grootschalige werken en ook andere kamermuziek behoort tot de interessantste delen van zijn oeuvre, waaronder de fluit-, viool- en cellosonates, de Canzonetta voor klarinet en Voyage au pays voor fluit, harp en strijktrio. Tot zijn grotere koorwerken behoren de oratoria La croisade des enfants (naar Marcel Schwob) en Saint François d'Assise (naar Gabriel Nigond). Ook schreef Pierné liederen, zowel lichthartige als diepgravende.
Zo populair als hij tijdens zijn leven was, zo vergeten is Pierné na zijn dood. Net als bij veel andere componisten geboren in de 19e eeuw is zijn werk grotendeels vergeten en wordt praktisch niets nog uitgevoerd. Een van de redenen daarvoor is dat zijn muziek niet vernieuwend is geweest, maar eerder als conservatief en eclectisch werd beschouwd. Hij componeerde naar de smaak van toen, wat ook zijn succes tijdens zijn leven grotendeels verklaart, maar niet altijd over de tijdsdrempel heen. Hij kon geraffineerd orkestreren en verwerkte invloeden van de Oriënt en van volksmuziek in zijn werk. Hij was goed op de hoogte van de verrichtingen van vooruitstrevende componisten en zette zich zeer in voor hun werk. Zijn eigen composities behouden een weliswaar kleurrijk, maar overwegend laatromantisch idioom, zij het zonder de zwaarmoedige of overgevoelige kanten daarvan. De enige twee studiewerken voor piano die nog gebruikt worden zijn de Étude de concert in c-mineur, op. 13 en het Album pour mes petits amis.

## Prijzen en onderscheidingen
Pierné heeft veel prijzen en onderscheidingen gekregen gedurende zijn leven. De bekendste is de Prix de Rome in 1882, maar al toen hij elf jaar was behaalde hij een prijs voor solfège. Voor orgel, compositie en harmonie/contrapunt behaalde hij een eerste prijs met onderscheiding. In 1900 werd hij ridder in het Legioen van Eer en in 1925 lid van de Académie des Beaux-Arts in de plaats van de overleden Théodore Dubois.

## Composities

### Orkestwerken
- Serenade, voor strijkers;
- 3 pièces formant suite de concert, 1883;
- Suite no. 1, 1883;
- Envois de Rome (Suite – Ouverture – Les Elfes), ca.1885;
- Fantaisie-ballet, voor piano en orkest, 1885;
- Pianoconcert, op. 42, 1887;
- Scherzo-caprice, voor piano en orkest, 1890;
- Ballet de cour, 1901;
- Concertstück, voor harp en orkest, 1903;
- Poème symphonique, voor piano en orkest, 1903;
- Twee suites uit Ramuntcho, 1910;
- Paysages franciscains, op. 43, 1920;
- Fantasie basques, voor harp en orkest, 1927;
- Divertissement sur un thème pastoral, op. 49, 1932;
- Gulliver au pays de Lilliput, 1935;
- Viennoise, suite, op. 49bis, 1935

### Werken voor harmonieorkest
- 1908 Ramuntcho suite nr. 2 voor gelijknamige toneelstuk van Pierre Loti
- Marche des petits soldats de plomb (Mars van de tinnen soldaatjes)
- Marche solennelle (1899) (opgedragen aan Gustave Wettge)
- Petit Gavotte et Farandole

### Oratoria en cantates
- 1882 Edith, cantate (won de Prix de Rome in 1882)
- 1897 L'an mil, oratorium
- 1902 La Croisade des enfants, oratorium voor kinderkoor en gemengd koor - première: 18 januari 1905, Parijs
- 1908 Les Enfants à Bethléem (De kinderen van Bethlehem), oratorium voor solisten, kinderkoor en orkest - première: 13 april 1907, Amsterdam
- 1912 St. François d'Assise, oratorium

### Muziektheater

#### Opera's
| Voltooid in | titel                         | aktes                | première | libretto                                              |
| ----------- | ----------------------------- | -------------------- | --- | ----------------------------------------------------- |
| 1883        | Le Chemin de l'amour          | 1 akte               | niet uitgevoerd                                                                                                |                                                       |
| 1884        | Les Elfes                     | 3 delen              | | Edouard Guinand                                       |
| 1886        | Don Luis                      | 3 aktes              | niet uitgevoerd                                                                                                | A. de Beaumont                                        |
| 1893-1894   | Lizarda                       | 3 aktes              | niet uitgevoerd                                                                                                | Armand Silvestre                                      |
| 1895        | La Coupe enchantée            | 2 aktes              | 24 augustus 1895, Royan, Casino municipal; 2e versie met rev. 1e akte: 26 december 1905, Parijs, Opéra-Comique | Emmanuel Matrat, naar Jean de La Fontaine             |
| 1897        | Vendée                        | 3 aktes, 4 taferelen | 4 maart 1897, Lyon, Grand Théâtre                                                                              | Charles Foleÿ en Adolphe Brisson                      |
| 1901        | La Fille de Tabarin           | 3 aktes              | 8 februari 1901, Parijs, Opéra-Comique                                                                         | Victorien Sardou en Paul Ferrier                      |
| 1910        | On ne badine pas avec l'amour | 3 aktes              | 30 mei 1910, Parijs, Opéra-Comique                                                                             | Gabriel Nigond en Louis Leloir, naar Alfred de Musset |
| 1927        | Sophie Arnould                | 1 akte               | 21 februari 1927, Parijs, Opéra-Comique                                                                        | Gabriel Nigond                                        |
| 1934        | Fragonard                     | 3 aktes, 4 taferelen | 17 oktober 1934, Parijs, Théâtre de la Porte-Saint-Martin                                                      | André Rivoire en Romain Coolus                        |

#### Balletten
| Voltooid in | titel                                                     | aktes                | première                               | libretto                                     | choreografie        |
| ----------- | --------------------------------------------------------- | -------------------- | -------------------------------------- | -------------------------------------------- | ------------------- |
| 1891        | Le Collier de Saphir                                      |                      |                                        | Catulle Mendès                               | Katerine Stone      |
| 1892        | Les joyeuses commères de Paris                            |                      |                                        |                                              |                     |
| 1893        | Le docteur blanc                                          |                      |                                        |                                              |                     |
| 1895        | Bouton-d’or                                               |                      |                                        |                                              |                     |
| 1895        | Salomé                                                    |                      |                                        |                                              |                     |
| 1914-1915   | Cydalise et le chèvre-pied                                | 2 aktes, 3 taferelen | 15 januari 1923, Parijs, Opéra Garnier | Gaston Arman de Caillavet en Robert de Flers |                     |
| 1927        | Impressions de music-hall "ballet a l'Americaine", op. 47 | 4 aktes              | 6 april 1927, Parijs                   |                                              | Bronislava Nijinska |
| 1934        | Giration                                                  |                      |                                        |                                              |                     |
| 1935        | Images "divertissement sur un thème pastoral"             |                      | 19 juni 1935, Parijs                   |                                              |                     |
| 1937        | Gulliver in Lilliput                                      |                      |                                        |                                              |                     |

#### Toneelmuziek
- 1894 Yanthis
- 1895 La princesse lontaine
- 1897 La Samaritaine
- 1908 Ramuntcho
- 1915 Les Cathédrales

### Kamermuziek
- 1880 Berceuse, voor viool en piano, op. 8
- 1881 Andante, voor viool en piano
- 1881 Sérénade, voor viool en piano, op. 7
- 1884 Pièce en sol mineur (g klein), voor hobo en piano, op. 5
- 1885 Fantaisie-Impromptu, voor viool en piano, op. 4
- 1886 Caprice, voor cello en piano, op 16
- 1886 Expansion, voor cello en piano, op. 21
- 1886 Pastorale, voor blazerskwintet (dwarsfluit, hobo, klarinet, fagot, hoorn)
- 1887 Canzonetta, voor klarinet en piano, op. 19
- 1898 Pastorale variée dans le style ancien, voor blaasinstrumenten (dwarsfluit, hobo, klarinet, trompet, hoorn, 2 fagotten), op. 30
- 1898 Solo de concert, voor fagot en piano, op. 35
- 1900 Sonate, voor viool en piano, op. 36
- 1903-1904 Preludio e fughetta, voor twee dwarsfluiten, hobo, klarinet, twee fagotten en hoorn, op. 40
- 1916-1917 Quintette, voor piano en strijkkwartet, op. 41
- 1922 Sonate, voor cello en piano, op. 46
- 1925 La danseuse espagnole uit het ballet "Giration", voor viool en piano
- 1926 Sonata da camera, voor dwarsfluit, cello en piano, op. 48
- 1932 Variations fibres et Finale, voor dwarsfluit, viool, altviool, cello en harp, op. 51
- 1933 Prélude de concert, voor fagot en piano, op. 53
- 1935 Voyage au pays du Tendre, voor dwarsfluit, harp en strijkers
- 1936 Introduction & Variations sur un thème populaire, voor saxofoonkwartet
- 1936 Trois Pièces en trio, voor viool, altviool en cello

### Werken voor piano
- 1883 15 pièces
- Étude de concert in c mineur, op. 13
- Album pour mes petits amis
- Humoresque
- Rêverie
- Ariette dans le style ancien
- Pastorale variée
- Sérénade à Colombine
- Sérénade venitienne
- Barcarolle, voor 2 piano's

### Orgelwerken
- Trois pièces, op. 29: Prélude-Cantilène-Scherzando
- Choral (Offertoire)

### Werken voor harp
- 1886 Impromptu-Caprice, voor harp, op. 9